# Keith Gordon
Keith Gordon, född 3 februari 1961 i New York, är en amerikansk skådespelare, regissör, filmproducent, manusförfattare. Han är manusförfattare till filmen A Midnight Clear (1991). Han har bland annat medverkat i Static (1985), Legenden om Billie Jean (1985) och Christine (1983) som skådespelare. Hans första filmroll var Hajen 2 (1978).

## Filmografi

### Filmroller
- I Love Trouble (1994)
- Combat Academy (1986)
- Back to School (1986)
- Static (1985)
- Legenden om Billie Jean (1985)
- Ensamma hjärtan (1984)
- Christine (1983)
- Min Palikari (1982)
- Kent State (1981)
- I nattens mörker (1980)
- Home Movies (1979)
- Showtime - All That Jazz (1979)
- Hajen 2 (1978)

### Regi
- Dexter - Säsong 1 (2006)
- The Singing Detective (2003)
- Waking the Dead (2000)
- Perfect Crimes (1997)
- Mother Night (1996)
- Wild Palms (1992)
- Ingen mans land (1992)
- The Chocolate War (1988)

### Filmproducent
- Waking the Dead (2000)
- Mother Night (1996)
- Ingen mans land (1992)